# W.Th. van Aalst
Wilhelmus Theodorus van Aalst (Geertruidenberg, 5 februari 1856 – 's-Hertogenbosch, 11 november 1927) was een Nederlands architect. Na wat rondzwervingen vestigt hij zich in 1887 in 's-Hertogenbosch. Hier ontmoet hij de elf jaar jongere Louisa Martina Maria van Grinsven. Het gezin krijgt vijf kinderen. Tijdens zijn productieve jaren bouwde hij veel kerken, pastorieën, scholen en woningen.

## Portfolio

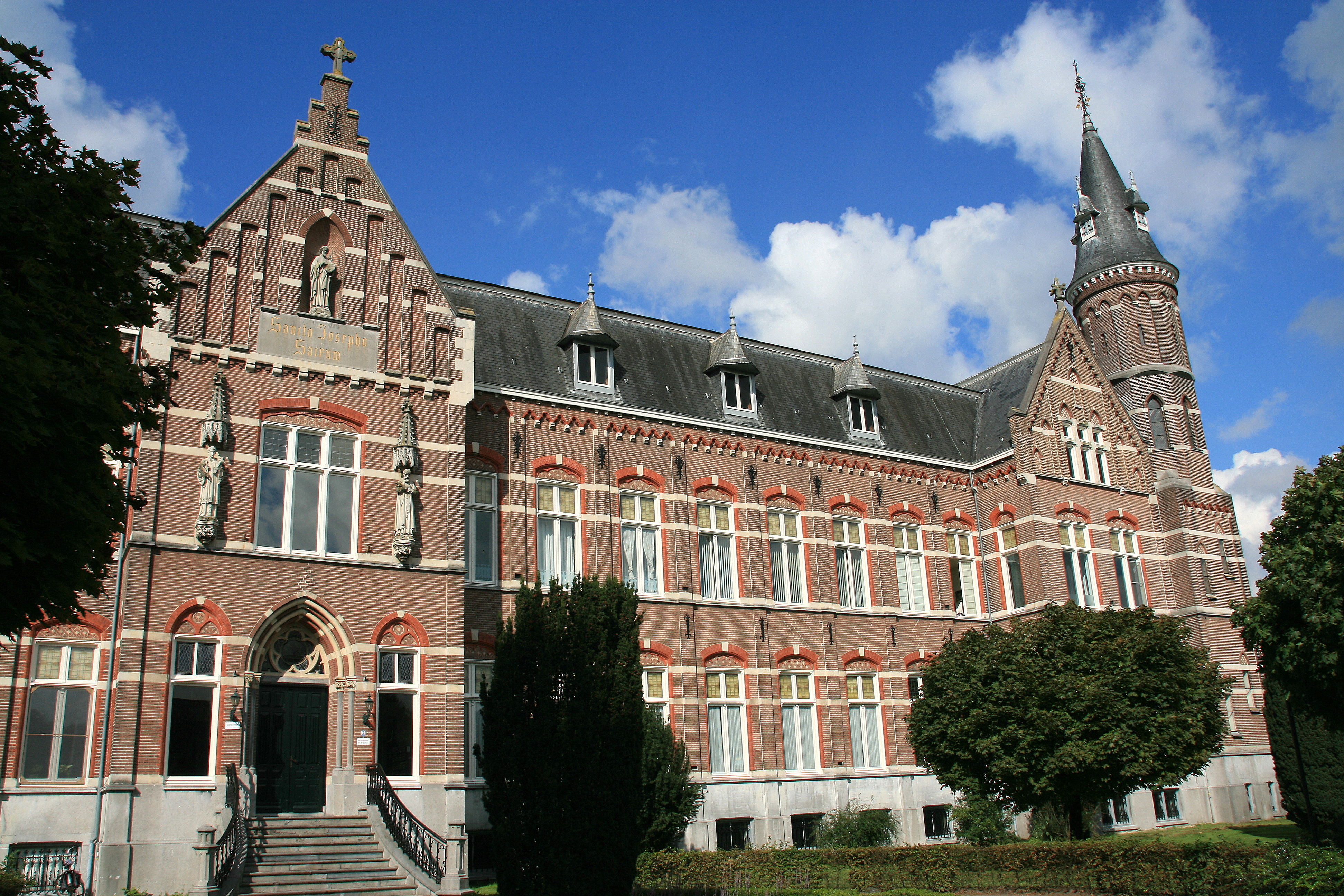
Seminarie Beekvliet

- 1890-1916 - Verscheidene gebouwen voor congregatie Zusters van Liefde, Tilburg (samen met L. Goyaerts)[1]
- 1901 - Sint Willibrorduskerk, Berghem
- 1905 - Hoofdgebouw Gymnasium Beekvliet, Sint-Michielsgestel
- 1907 - kapel van het Montfortanenklooster Beijsterveld, Oirschot
- 1907 - toren van Antonius Abtkerk, Schaijk
- 1910 - kloosterkapel Zusters van de Choorstraat, 's-Hertogenbosch
- 1910 - Heilige Annakerk, Hintham
- 1912 - uitbreiding Klooster Soeterbeeck, Deursen
- 1911 - St. Jan de Doperkerk, Oerle
- 1912 - Sint-Martinuskerk, Sint-Oedenrode
- 1914 - Sint Lambertuskerk, Haaren
- 1921 - Heilig Hartkerk (Oss), Oss